# Honoré Van Steenberge

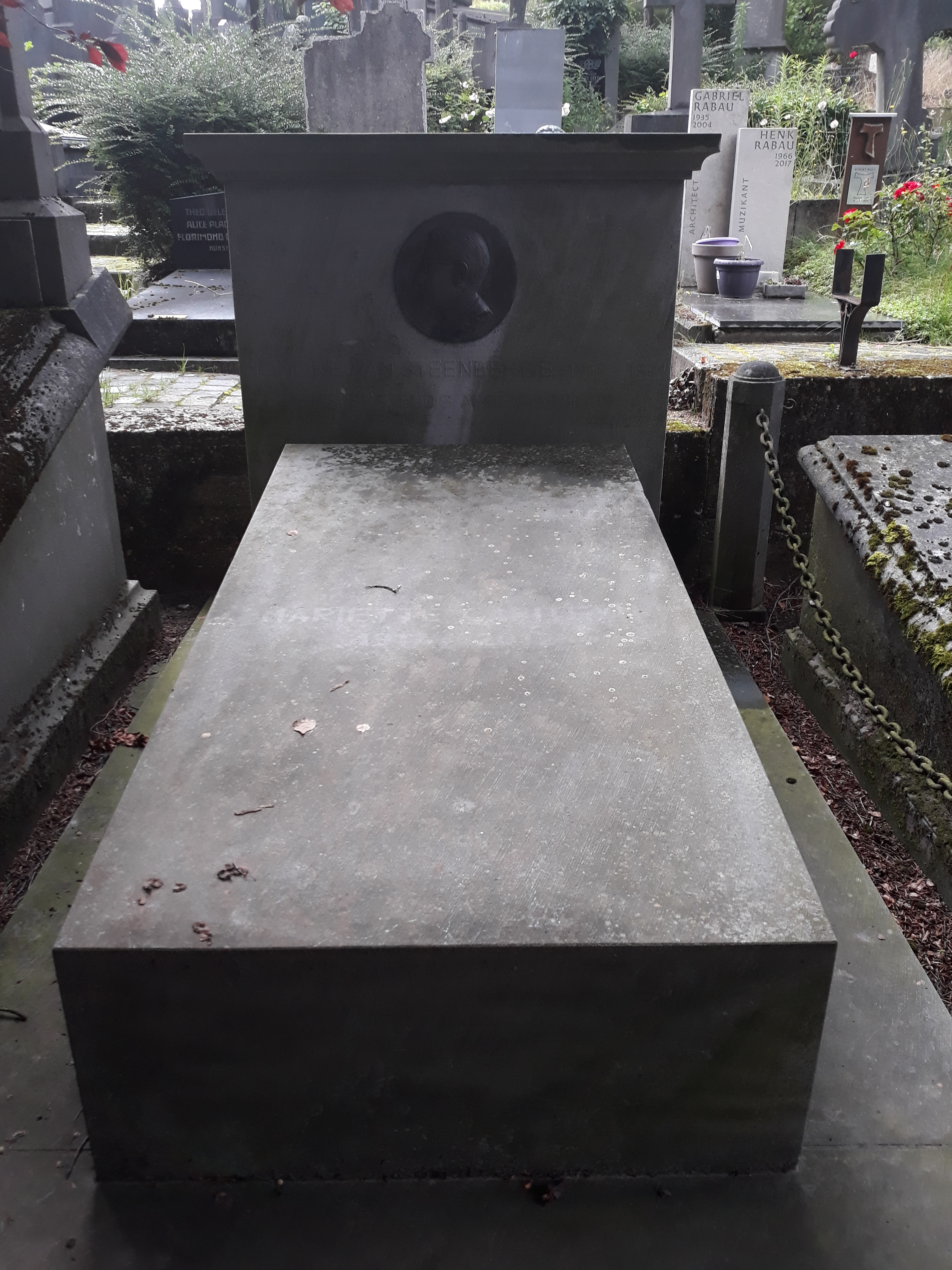
Het graf van Honoré Van Steenberge en zijn echtgenote Mariette Capiteyn op Campo Santo (Gent)

Honoré Van Steenberge (Sint-Lievens-Esse, 15 juli 1917 - Sint-Amandsberg, 14 juli 1994), was een vakbondsleider en politicus voor de toenmalige CVP, vooral actief in Gent en Oost-Vlaanderen.
Hij werd geboren in het gezin van Camillus Van Steenberge (1883-1976) en Anna Livina De Koker (1883-1963). Camillus was werkzaam bij de posterijen en actief in de plaatselijke politiek, Anna was uitbaatster van een kleine kruidenierszaak.
In 1943 huwde hij met Mariette Capiteyn (1917-2012), ze werden de ouders van 9 kinderen.

## Vakbond
Gezien zijn bescheiden afkomst ging hij na zijn lager onderwijs werken in een bakkerij. Daarna ging hij toch studeren aan de Sociale School van Heverlee om er in 1939 zelf leraar te worden. Ondertussen behaalde hij aan de Katholieke Universiteit Leuven in 1941 het diploma van licentiaat in de politieke en sociale wetenschappen. Kort daarop ging hij aan de slag op enkele ministeries.
In 1945 ging Honoré Van Steenberge in dienst bij het ACV om er in 1946 de algemeen secretaris te worden van het verbond Gent. Hij bleef in functie tot in 1969. Het was de tijd van de algemene uitbouw van de plaatselijke secretariaten en de groei van het ledental. De christelijke vakbond was op dat moment in Gent de grootste vakbond dat meer leden telde dan de socialistische.
In 1967 werd hij - door de nationale leiding van het ACV - gevraagd het nationale voorzitterschap op zich te nemen als opvolger van August Cool. Van Steenberge weigerde het aanbod en bleef liever in Gent actief waar hij ondertussen ook in de provinciale politiek was getreden.

## Provincieraad
Onder druk van de ACW en zijn frontman Emile Claeys deed Honoré van Steenberge in 1946 zijn intrede in de provinciale politiek en werd hij lid van de provincieraad van Oost-Vlaanderen. Vanuit zijn ervaring was hij vooral begaan met sociale en economische dossiers, maar hij had ook aandacht voor de begroting, onderwijs en personeel. Van 1958 tot 1968 was hij voorzitter van de provinciale raad om daarna bestendigd afgevaardigde te worden tot in 1985.
Zijn jarenlange ervaring zorgde ervoor dat hij begaan was met het volledige reilen en zeilen van het provinciaal bestuur. Waarbij de kennis en invloed zich niet alleen beperkte tot zijn eigen departementen. Hij was dan ook geruime tijd de onbetwistbare politieke leider in Gent en Oost-Vlaanderen. In zoverre dat hij in 1984, door de ziekte en overlijden van gouverneur Roger De Kinder, voor een periode van ruim een jaar plaatsvervangend gouverneur werd.
In 1985 beëindigde hij zelf ook zijn lange politieke loopbaan, maar hij bleef verder zetelen in tal van beheerraden. Vooral in deze die nauw aanleunden bij de christelijke arbeidersbeweging.